# Abdellatif Zeroual
Abdellatif Zeroual (* 1951 in Berrechid; † 14. November 1974 in Casablanca) war ein marokkanischer Lehrer für Philosophie und Mitglied des Nationalkomitees der Bewegung Ila Al-Amam.

## Leben
Zerouals Vater war bereits ein Kämpfer, der die Protektoratsmacht Frankreich vor der Wiedererlangung der Unabhängigkeit Marokkos bekämpfte. Er ging 1970 in den Untergrund, als die marokkanische Regierung versuchte, die Ila al-Aman-Bewegung zu zerschlagen. Einer seiner Leidensgenossen war Abraham Serfaty.
1973 wurde Zeroual in Abwesenheit zum Tode verurteilt. Auf dem Wege zu einem geheimen Treffen wurde er am 5. November 1974 von Beamten in Zivil festgenommen und verschwand danach. Eine Woche später wurde ein unbekannter Leichnam in einem Krankenhaus in Rabat eingeliefert. Menschenrechtler sind sicher, dass es sich bei dem Toten um Zeroual handelte, obwohl offizielle Stellen in Marokko dies nie bestätigten.